# おねがいナイショにしてね
「おねがいナイショにしてね」は、株式会社ウインライトが開発、配信する携帯電話アプリゲーム、またはそれを第1作とするシリーズの総称である。公式略称は「おねナイ」。キャラクターデザインは柚月りんこ。シリーズ及び派生・関連作品ラインナップは後述の通り。また、本項では新シリーズ「おねがいナイショにしてねKiss」（おねキス）についても解説する。

## 概要
第1作目の配信開始は2005年3月、株式会社ウインライトが運営する「萌きゅあっと／ぷるるん美少女」「アニメTVモバイル」において配信され、2008年10月には100万ダウンロードを達成、これを記念して2008年11月20日より「タイカン少女 恋16才」が無料配信されている。さらに、2009年にはテレビアニメなどでも知られる声優を起用した新作も配信開始した。対応キャリアは、iモード、Yahoo!ケータイ、EZweb。
同社が配信する他のコンテンツ同様、ダウンロード時にのみ料金が発生する「売り切り」課金（従量課金）を採用するが、ゲームクリア後に入手できるアバターアイテムを使用するには同社webサイトの無料会員登録が必要。一方、ゲーム中に見たイベント画像は「アルバム」としてwebサーバ上に保存されブラウザを起動していつでも鑑賞したり、待受け画像として利用できる。また、ヒロインたちをより精細に描いた待受け画像が別途有料販売される。なお、一部に脱衣表現があるものも含め、シリーズ本編・派生・関連作品全て年齢制限は特に設けられていない。
アドベンチャーゲームとしては上述のアルバムモードの他、ゲーム中に既読メッセージや台詞を過去に遡って読み返せる「ログ」機能を搭載、特定場面では携帯電話のバイブレーション機能を使った演出もある。

## シリーズ及び派生・関連作品
特記しない限り分類はアドベンチャーゲームであり、各分類は公式webサイトでの扱いに準ずる。

### 本編シリーズ
- おねがいナイショにしてね（Vol.1）‐シリーズ第1作目。恋、理奈、ほのかを対象とする恋愛アドベンチャー。
- おねがいナイショにしてね（Vol.2）‐シリーズ第2作目。第1作では脇役であった千鶴、美唯、小鳩を恋愛対象にした作品。
- おねがいナイショにしてねSS‐シリーズ第3作目。従来無声だったキャラクターに声優による音声を追加、さらに新ヒロイン「夕菜」や、新イベントなどを追加した。物語としては第1作のリメイク作品である。
- おねがいナイショにしてねSS Part2‐シリーズ第4作目。前作同様、第2作目に声優による音声を付したリメイク作品で、夕菜の登場や新イベントなども追加された。

### アナザー/サイドストーリー
- タイカン少女 恋16才‐1年生時代の恋を描く。3DCGにより表現され、一部の場面ではヒロインに擬似的に触れる「おさわりモード」を搭載する。シミュレーションゲームに分類。関連作品では初めて無料配信された。
- ほのかアフター‐第1作におけるほのかとのその後を描く。月額会員向け。
- 理奈アフター‐第1作における理奈とのその後を描く。月額会員向け。
- 恋アフター‐第1作における恋とのその後を描く。月額会員向け。

### 「おねナイ」ヒロインを主体とする作品
- ××麻雀ロワイヤル おねナイ編[3]‐千鶴、恋、美唯、ほのかと対戦する2人打ち脱衣麻雀。ストーリーモードの主人公は千鶴。テーブルゲームに分類。
- ××麻雀ロワイヤル おねナイ編2[4]‐千鶴、理奈、小鳩に『ドキドキダンジョン3』の真央（マオ）を加えた4人と対戦する2人打ち脱衣麻雀。前作同様に千鶴が主人公で、物語上は続編に当たり、別視点ではなく物語が繋がる連作は本編を含めシリーズ初である。テーブルゲームに分類。
- しゃべって!萌え萌えナビ‐千鶴が出題する萌えに関する台詞表現を制限時間内に選択するクイズ。アクションゲームに分類。
- ほのか先生のナイショ授業‐ほのかが出題する漢字を組み合わせて四字熟語を答えるクイズ。テーブルゲームに分類。
- もえっ娘めくり おねナイ編‐ヒロインらと対戦するリバーシ。恋、理奈、ほのかが登場。テーブルゲームに分類。
- もえっ娘めくり おねナイ編2‐上記同様のリバーシで、千鶴、美唯、小鳩が登場する。テーブルゲームに分類。
- 夕菜のどりぃむきゃっちゃー‐夢の中で空を飛ぶ夕菜を操作し、飛行距離やスコアを競うアクションゲーム。Flashゲームとして「アニメTVモバイル」で無料配信される。
- 恋ちゃんVS野球拳‐恋と野球拳勝負をするテーブルゲーム。月額会員向け。

### 一部に「おねナイ」ヒロインが登場する作品
- アイドル・ジェネレーション 第2次・萌えっ子大戦争!!‐「萌きゅあっと／ぷるるん美少女」各コンテンツのヒロインが登場するリアルタイムストラテジーゲーム。恋、理奈、ほのか、蛇田が登場。シミュレーションゲームに分類。
- 女子高生と脱×野球拳‐女子高校生キャラクターと野球拳勝負をするゲーム。他作品のキャラクターと共に理奈、千鶴、美唯が登場する。
- ハーレム×デュエル‐「萌きゅあっと／ぷるるん美少女」各コンテンツのヒロイン待受け画像をカードとして使うオンライントレーディングカードゲーム。月額会員向け。オンラインゲームに分類。
- もえっ娘はがし‐画面上を線で囲み、自分の領域を確保するアクションパズルゲーム。背景キャラクターとして他ゲームのヒロインと共にほのかが登場する。アクションゲームに分類。

### 「おねナイ」ヒロインを主題とするきせかえツール
待受けや各種アイコン、着信音などを一括変更できるきせかえツール。
- 僕だけのほのか先生
- 理奈といっしょ♥
- まるごと!恋ちゃん
- ずーっと千鶴
- いつでも♥小鳩

## 本編シリーズあらすじ
県立伊豆島高校2年C組の女子学生、恋、理奈、千鶴、美唯、小鳩、夕菜、そして担任教師ほのかは、いずれも個性的ながら普通の学校生活を送っているが、実は誰にも言えない秘密を持っている。プレイヤーは男子同級生または校医として彼女らと秘密を共有し信頼を築きながら、短くも忘れられない秋を過ごしていく。

## 登場人物
※声の配役は『おねがいナイショにしてねSS』（フルボイス版）のもの。
主人公及び舞台背景
プレイヤーキャラクターは、第1作及び第3作では2年C組の男子生徒清見リョウ、第2作及び第4作では伊豆島高校出身の男性養護教諭池永ショウタである。いずれも氏名は初期設定のものであり、ゲーム初回起動時に苗字・名前とも最大4文字の範囲で自由に変更できるが、本項解説では便宜上、それぞれの主人公について初期設定名で表記する。物語の舞台である伊豆島高校は富士山を遠望する海沿いの丘に建つ県立高校で学力・運動成績は取り立てて特徴が無いが、制服は自由なので以下に述べる女生徒は全て異なる制服を着用する。なお、主人公を含め男性の生徒・教諭は視覚表現されない。
恋（れん）（声；川澄綾子）
成績優秀でスポーツ万能、才色兼備な学校のマドンナ的存在である少女。ピンクの長髪の左側頭部に水色のリボンを着けており、白いブラウス、スカートに桃色のベストを着ている。明るく気さくだが、時に頑固な一面もある。身長158cm、体重46kg。スリーサイズ（カッコ内はカップサイズ）は84cm(D)/58cm/83cm。3月28日生まれのやぎ座。血液型はA型（以下人物におけるプロフィールも同様）。
理奈（りな）（声；斎藤千和）
小柄だが気が強く意地っ張りな少女。肩までの金髪の両側頭部を黒いリボンで結っており、青い襟のセーラー服を着ている。性格が災いして交友関係が狭く、唯一仲の良い小鳩と共に居ることが多い。小鳩同様にお嬢さまぶるものの、実は一般家庭に生まれ、校医（ショウタ）の実家である駄菓子屋の昔からの常連である。152cm、40kg。79cm(A)/55cm/80cm。11月8日生まれのさそり座。血液型はB型。
ほのか（声；井上喜久子）
物語の舞台となる2年C組の担任で、現代国語を担当する教諭。紫色の髪を後頭部で黄色いリボンを使って纏め、学校では白いシャツに赤いベスト、黒いスカートを着ている。明るく朗らかで天然ボケな一面もあり、生徒からは人気も高い一方、怒らせると誰よりも恐れられる先生でもある。若く見えるが校医（ショウタ）が在学中から教師を続けているなど、年齢不詳の女性。163cm、48kg。93cm(F)/63cm/90cm。6月4日生まれのふたご座。血液型はO型。
千鶴（ちづる）（声；伊藤静）
2年C組の委員長。腰まで届くストレートの黒髪を持ち、ベージュ色のブレザーに茶色のミニスカートを履いている。男子の様に元気で、自他共に認める「女好き」でもある。リョウの「悪友」でありショウタとも1年生時代から知り合いで、美唯など他の女生徒に悪戯すべく保健室を訪れる。実家は神社で、巫女のアルバイトをすることがある。“女好き”な女性キャラクターとして、派生作品ではしばしば主人公となる。160cm、47kg。90cm(G)/56cm/86cm。2月19日生まれのうお座。血液型はAB型。
美唯（みゆ）（声；清水愛）
小柄で童顔のため、実年齢よりも幼く見える少女。緑色の短い髪を持ち、襟の黒いセーラー服を着ている。恥ずかしがりやで人見知りが激しく、なかなか自己主張できない性格で、体力的にも弱く保健室の常連でもある。たいていの場合、仲の良い恋や千鶴の背後に隠れるようにしている。148cm、42kg。89cm(F)/58cm/83cm。9月25日生まれのてんびん座。血液型はO型。
小鳩（こばと）（声；新谷良子）
実家は町では知らぬ者がないほどの財閥で、超がつくお嬢さま。腰まである蒼い髪の両側頭部に赤いリボン、白いブラウスに赤いリボンタイを着け、赤いスカートを履いている。おっとりのんびりしており、天然ボケの面もある。家柄に似合わない伊豆島高校へ通う理由は、主人公（リョウ、ショウタ）らにも不思議がられる。156cm、43kg。88cm(G)/55cm/86cm。2月3日生まれのみずがめ座。血液型はO型。
夕菜（ゆうな）（声；藤田咲）
第3作『SS』より登場した転校生で、登場女性キャラクターで唯一、「藍原」（あいはら）という姓を持つ。肩までの水色の髪の一部を髪飾りで結っていて、灰色のブレザーを着てチェック柄のスカートを履いている。かつて主人公（リョウ）の幼馴染で事故死したと思われていたが、2学期が始まって間もなく県立伊豆島高校2年C組へ転入して来る。152cm、45kg。82cm(C)/55cm/80cm。11月15日生まれのさそり座。血液型はO型。
蛇田（へびた）（声；白石稔）※名は不詳。
主人公（リョウ）の悪友である男子生徒。女生徒の肢体を覗くことなどに執念を燃やし、隠密行動を得意とするので「スネーク」とあだ名される。登場場面は多くないが特徴ある性格のためか『体感魔法少女マジっすか!? Duo』第7.5話や『アイドル・ジェネレーション 第2次・萌えっ子大戦争!!』にも彼らしきキャラクターが登場する。

## おねがいナイショにしてねKiss
「おねがいナイショにしてねKiss」（‐キス）は、「おねがい新シリーズ」と銘打たれた「おねナイ」後継のシリーズ企画。公式略称は「おねキス」。

### 概要
舞台やキャラクターを前シリーズから一新し、2009年夏には待ち受け画像やヒロイン紹介などが公式サイトに掲載されたが、その後フルボイスアプリゲーム化の企画も進められ、ユーザーアンケートに基づく各ヒロインを担当する声優を2009年10月に発表、2009年12月24日に本編同様のフルボイスによる関連作品『魔王様は女子高生!?』を無料にて先行配信、2010年3月5日に本編第1作目、同年4月27日に第2作目を配信開始した。

### 関連作品
- 女子高生と脱×野球拳‐複数の作家が描く女子高校生キャラクターと野球拳をするゲーム。オリジナルや他作品のキャラクターと共に恵、真央、光が登場する。おねキスヒロインを起用したアプリゲームとしては最も早く（本編ゲームよりも早く）公開された。
- 魔王様は女子高生!?‐異世界から帰還してからの真央を描くアドベンチャーゲーム。本編同様の配役によるフルボイスアプリで、おねナイシリーズ累計300万ダウンロード記念として無料公開された。
- もっと脱×花札 おねキス編‐光、花梨、真央を相手にこいこいをするゲーム。
- もっと脱×花札 おねキス編2‐前作と同様、ほたる、恵、唯を相手にこいこいをするゲーム。

### 登場人物
主人公
プレイヤーキャラクターは前作同様に高校2年生で、風紀委員会に属する男子生徒である。好きなものはエビチリ。
美咲 光（みさき ひかり）（声；中原麻衣）
成績優秀で容姿端麗、誰に対しても公平に接する、学園のアイドル。しかし主人公に対しては逆の性格で接してくるが、他の人はその変化に全く気付かない。主人公は、その性格が彼女の本性だと確信している。実は主人公とは幼稚園時代からの幼馴染。イサミを振り回して遊んでいたところ、主人公が身代わりになり、そのまま相思相愛になった。が、両親が離婚した為、引越しを余儀なくされる。そして、『戻ってきたら結婚しよう』と約束し、頬にキスして街を去る。戻ってきた頃には花梨と許嫁になっていることを知り、ショックを受ける。主人公にキツく接するのは、当時の自分を思い出してもらう為。因みに、イサミと唯は光の事を覚えていたが、主人公には一言も話さなかった(これは光の意志でもあり、イサミと唯の気遣いでもある)。身長159cm、スリーサイズ（カッコ内はカップサイズ）は84cm(E)/54cm/82cm。（以下人物におけるプロフィールも同様）。
鳥居 花梨（とりい かりん）（声；日笠陽子）
自分にも他人にも厳しい風紀委員長。弓道部に所属しており、風紀を乱したり遅刻した生徒には制裁を与える。主人公とは幼馴染で、元許嫁同士。主人公と花梨が幼少の頃ほぼ同時に母親を亡くし、それに呼応して婚約も自然消滅してしまった。その後、高校で再会するものの、ブランクが大きいうえに自身の厳しい性格のせいで、主人公は彼女とは馴染みにくいと感じる。基本的に他人には厳しいが、主人公に対しては優しめに接する一面もある。弓道部では部長で、弓をこよなく愛する。弓を貶す者には容赦なく矢を放つ(但し、主人公が弓を下手に見た時にも矢を放ったが、10秒間の逃走時間付与、矢じりにタンポを巻くなど、多少は怒りを抑えている)。異常に雷を怖がる。これは昔、登山していた時に、落雷で母親を亡くしたショックがトラウマとなった為。趣味はガーデニング。164cm、82cm(D)/53cm/83cm。
山田 恵（やまだ めぐみ）（声；堀江由衣）
主人公と同じクラスの地味な眼鏡っ子。校内でも迷うほどの方向音痴。自分の地味すぎることにコンプレックスを抱いており、自分の名前もありきたりであることも悩んでいて、「山田」と名字で呼ばれることを嫌う。恵曰く｢上の方の国(主人公の発言からして、栃木県)」出身らしく、興奮するとついつい方言が出てしまう。魔界からやってきた会話の出来るプレーリードッグ・フェレといつも行動を共にしている。主人公は、フェレが話すのは、恵が腹話術を使っているからだと思っている。実は“売れっ子アイドル”で、『星影 小夜(ほしかげ さや)』という芸名で活動している。フェレ自身は“悪魔”らしく、現世で身を潜める為にプレーリードッグに化けている(おねがいナイショにしてねKiss 2より)。クラスで地味な地位にいるのは、学校の皆が彼女に気を使っている為。しかし、それを抜きとしてもかなり地味な扱いを受けている。153cm、86cm(F)/55cm/88cm。
茅野 唯（かやの ゆい）（声；後藤邑子）
中学教師を目指す大学生で、主人公の幼馴染。他のクラスではいたって普通の教師として授業を行うが、主人公のいるクラスでは、主人公に非常に甘く接してくる。主人公の家の隣に住んでいたが、中学生の時に引っ越しをして以来、会ったことがなかった。教育実習生として帰ってきてからは、主人公の世話もするようになる。実はヤンデレで、選択肢次第でヤンデレモードが発動したりする。大の動物嫌いで、人を除く全ての動物に触れない。昔、主人公が野良犬に襲われた時に身代わりになり、腕や足などを噛まれたことが原因。その度合いは凄まじく、大学の“生物”の単位を取れず落第寸前まで陥った程(おねがいナイショにしてねKiss 2より)。また、1作目と2作目とでは、唯に対する主人公の態度が変わる。167cm、92cm(G)/57cm/88cm
潮見 ほたる（しおみ ほたる）（声；花澤香菜）
天真爛漫な帰国子女である1年生。風紀委員でありながら、悪気なく他人を困らせる問題児。体重が異常に軽い。ほのかに潮の香りがするとは主人公の談。その正体は真央が飛ばされた異世界にいる『サキュバス』という生命体。現実世界のとある橋の下にいた(というより捨てられていた)のを、真央の母親が引き取った。誕生してまだ1年しか経っていない。つまり1歳だが、人間年齢でいうと小学生に当たる(おねがいナイショにしてねKiss 2より)。前述からして、車に轢かれても死なない(というより、即死レベルのダメージを受けても辛うじて生き残る)。アフターストーリーで、容姿・声が一番変化したキャラクターでもある(容姿は確認できないが、声からしてそうとう成長したとうかがえる)。139cm、67cm(A)/49cm/70cm
佐伯 真央（さえき まお）（声；釘宮理恵）
外国から転校してきた帰国子女。実際は帰国子女というのは嘘で、真央の『異国に行きたい』という願いにより、異世界に飛ばされていた。。因みに、お菓子作りが趣味で、劇中で様々なお菓子を作っている。149cm、84cm(E)/54cm/80cm
蛇田 力斗（声；白石稔）
蛇田3兄弟の末っ子で、気弱な性格だが、兄同様に覗きと盗撮が趣味。校内で毎度、盗撮で女子生徒の更衣室を覗いたり、下着を撮ろうとするが、そのたびに花梨に制裁を食らわされている。主人公の親友で普段はおとなしめの性格だが、盗撮や女性の下着などの話になると変貌する。新聞部に所属しており、盗撮で取れた写真や女子生徒に関連した記事を、男子生徒だけに配られる「裏校内新聞」に掲載している。主人公や千、イサミとは親友且つ幼馴染。
千斬紅（ちぇん ざんふぉん）
名の読みは上記の通りだが、友達からは名前を音読みで「センザンコウ」と呼ばれている。日本人と中国人のハーフだが、中国語はまったく話せない。中国では、三十人もの姉妹がいるという。イケメンでスポーツも得意であるため女子生徒にはモテるが、本人はまったく気づいていないどころか、自分はまったくモテていないと主張する。男性キャラの中で唯一頭が良く、気の利いた台詞や励ますような台詞を平然と口にすることから、主人公から『ギャルゲーの主人公』と称されている。ハッキングが得意。主人公や力斗の親友且つ幼馴染である。
神戸イサミ
主人公の通う学校の学園長の孫。女装が趣味で、いつも女性用の制服を着てくる「男の娘」。声変りもしていないため、初めて会う人にとってはまるっきり女の子に見える。その行動が原因で花梨には何度も説教、あるいは制裁を受けているが、彼（女）は規制で、何を着ても自由だから構わないはずだと主張する。兄がプロ野球選手ということで、野球が得意。実は男性陣で唯一顔を見せたキャラクターで、ルート次第でその姿を確認できる。主人公や力斗、千とは親友且つ幼馴染である。